# 王作义 (临沭)
王作义（20世纪？—1995年12月），山东省临沭县曹庄镇黄庄人，中华人民共和国政治人物。

## 生平
1946年11月加入中国共产党，担任台州地区机关党委副书记、地委组织部科长；浙江省农工部干部处副处长、浙江省水利厅设计院副院长、台州地委组织部副部长、仙居县委副书记。1969年5月至1981年11月，担任玉环县革委会主任。1977年9月至1984年1月，担任中共玉环县县委书记，1982年10月至1983年8月，担任中共台州地区委员会常委、地纪委书记。之后改任浙江省政协台州地区联络组副组长、地区工委副主任等职。1995年12月病逝。